# Phil Parkes
Philip Benjamin Neil Frederick Parkes „Phil“ Parkes (* 8. August 1950 in Sedgley) ist ein ehemaliger englischer Fußballspieler auf der Position des Torwarts. Er galt als einer der besten Torhüter in der Geschichte seiner langjährigen Vereine Queens Park Rangers und West Ham United.

## Leben

### FC Walsall
Seinen ersten Profivertrag erhielt Parkes 1968 beim seinerzeitigen Drittligisten FC Walsall, für den er insgesamt 52 Spiele absolvierte.

### Queens Park Rangers
1970 wechselte er für £ 15.000,-- zu den Queens Park Rangers, die zu jener Zeit in der zweiten Liga spielten. In der Saison 1972/73 war Parkes einer der Erfolgsgaranten seiner Mannschaft, die die Vizemeisterschaft hinter dem FC Burnley gewann und den Aufstieg in die erste Liga schaffte. Drei Jahre später gehörte er zur erfolgreichsten Mannschaft in der Geschichte der Rangers, die in der Saison 1975/76 zum bisher einzigen Mal englischer Vizemeister hinter dem FC Liverpool wurde. In der darauffolgenden Saison 1976/77 stießen die Rangers im UEFA-Pokal bis ins Viertelfinale vor, wo sie trotz eines 3:0-Heimsieges gegen AEK Athen scheiterte, weil das Rückspiel in Athen mit demselben Resultat verloren wurde und QPR im anschließenden Elfmeterschießen mit 6:7 unterlag.
Am Ende der Saison 1977/78 konnte QPR den Abstieg aufgrund eines mehr erzielten Punktes gegenüber dem Londoner Rivalen West Ham United vermeiden, stieg aber in der folgenden Saison 1978/79 ab.

### West Ham United
Nach dem Abstieg der Rangers wechselte Parkes innerhalb der zweiten Liga für die damalige Rekordablösesumme für einen Torwart von £ 565.000,-- zum Vorjahresabsteiger West Ham. Gleich in seiner ersten Saison mit den Hammers gewann Parkes den FA Cup durch einen 1:0-Finalsieg gegen den Londoner Rivalen FC Arsenal, während es in der zweiten Liga nur zum siebten Rang reichte. Dafür gewann West Ham in der folgenden Spielzeit die Zweitligameisterschaft mit der überzeugenden Bilanz von 66–18 Punkten, verlor nur vier Spiele und hatte am Ende 13 Punkte mehr als der Vizemeister Notts County. Der größte Erfolg mit den Hammers in der Liga war ein dritter Platz am Ende der Erstliga-Saison 1985/86. Bereits drei Jahre später aber erlebte Parkes seine größte Enttäuschung mit den Hammers und stieg mit ihnen am Ende der Saison 1988/89 in die zweite Liga ab.

### Ipswich Town
1990 wechselte Parkes zum Ipswich Town FC, für den er allerdings nur drei Spiele bestritt und bald darauf ins Management wechselte.

### Nationalmannschaft
Am 3. April 1974 kam Parkes in einem Freundschaftsspiel gegen Portugal (0:0) zu seinem einzigen Länderspieleinsatz. Obwohl einer der besten englischen Torhüter seiner Zeit, hatte er das Pech, dass Ray Clemence und Peter Shilton ansonsten stets den Vorzug erhielten.

## Erfolge
- FA-Cup-Sieger: 1979/80
- Meister der Football League Second Division: 1980/81